# Whatever (Kygo e Ava Max)
Whatever è un singolo del DJ norvegese Kygo e della cantante statunitense Ava Max, pubblicato il 19 gennaio 2024 come primo estratto dal quinto album in studio eponimo del primo.
Il brano contiene un'interpolazione dal brano Whenever, Wherever di Shakira ed è stato riconosciuto con lo Spellemannprisen alla canzone dell'anno.

## Video musicale
Il video, diretto da Dano Cerny, è stato reso disponibile in concomitanza con l'uscita del brano attraverso il canale YouTube del DJ.

## Tracce
Testi e musiche di Kyrre Gørvell-Dahll, Amanda Ava Koci, Cleo Tighe, Patrick Martin, Gloria Estefan, Jonah Sky, Roland Spreckley, Shakira e Tim Mitchell.
Download digitale, streaming
1. Whatever – 2:58

Download digitale, streaming – Remixes EP
1. Whatever (Acoustic) – 3:45
2. Whatever (Lavern Remix) – 2:46
3. Whatever (Klangkarussell Remix) – 8:19
4. Whatever (Frank Walker Remix) – 3:04
5. Whatever (Tiësto Remix) – 2:45

## Formazione
- Kygo – produzione
- Ava Max – voce
- Petey Martin – produzione, chitarra acustica, basso, chitarra elettrica, tastiera, percussioni, pianoforte, strumento a corde, sintetizzatore
- Ian Rene Parent – registrazione
- Bryce Bordone – assistenza all'ingegneria del suono
- Teresa Dawn – assistenza all'ingegneria del suono
- Randy Merrill – mastering
- Șerban Ghenea – missaggio

## Classifiche

### Classifiche settimanali
| Classifica (2024) | Posizione massima |
| ----------------- | ----------------- |
| Austria           | 20                |
| Belgio (Fiandre)  | 20                |
| Belgio (Vallonia) | 7                 |
| Bielorussia       | 1                 |
| Bulgaria          | 8                 |
| Canada            | 54                |
| Danimarca         | 27                |
| Estonia           | 6                 |
| Finlandia         | 31                |
| Francia           | 27                |
| Germania          | 15                |
| Grecia            | 86                |
| Irlanda           | 14                |
| Kazakistan        | 1                 |
| Lituania          | 87                |
| Lussemburgo       | 16                |
| Moldavia          | 1                 |
| Norvegia          | 1                 |
| Paesi Bassi       | 19                |
| Polonia           | 78                |
| Portogallo        | 189               |
| Regno Unito       | 15                |
| Repubblica Ceca   | 43                |
| Slovacchia        | 26                |
| Russia            | 7                 |
| Svezia            | 9                 |
| Svizzera          | 15                |
| Ucraina           | 5                 |

### Classifiche di fine anno
| Classifica (2024) | Posizione |
| ----------------- | --------- |
| Austria           | 43        |
| Bielorussia       | 2         |
| Danimarca         | 59        |
| Estonia           | 23        |
| Francia           | 89        |
| Germania          | 37        |
| Kazakistan        | 11        |
| Moldavia          | 85        |
| Paesi Bassi       | 54        |
| Regno Unito       | 78        |
| Russia            | 8         |
| Svezia            | 23        |
| Svizzera          | 41        |
| Ucraina           | 28        |

## Date di pubblicazione
| Paese  | Data            | Formato                      | Versione       | Etichetta  | Nota   |
| ------ | --------------- | ---------------------------- | -------------- | ---------- | ------ |
| Mondo  | 19 gennaio 2024 | Download digitale, streaming | Originale      | RCA        | [ 45 ] |
| Italia | 25 gennaio 2024 | Contemporary hit radio       | Originale      | Sony Italy | [ 46 ] |
| Mondo  | 29 marzo 2024   | Download digitale, streaming | The Remixes EP | RCA        | [ 47 ] |